# Cartografia de Venus
Per facilitar el seu estudi, el Servei Geològic dels Estats Units (USGS) ha dividit la superfície dels planetes del Sistema solar en quadrangles, cartografiats en escales variables, generalment de 1/5.000.000 per als mapes altimètrics regionals, sovint molt petit per als mapes geològics locals.
La superfície de Mart ha sigut dividida en 30 quadrangles disponibles en mapes de 1/5.000.000, mentre que Venus, més gran, s'ha dividit en 62 quadrangles per als mapes a escala 1/5.000.000, i 8 quadrangles regionals per als mapes a escala 1/10.000.000.

## Mapes altimètrics de Venus a escala 1 / 10.000.000
L'USGS a dividit la superfície de Venus en 8 quadrangles per als mapes a escala 1 / 10.000.000.

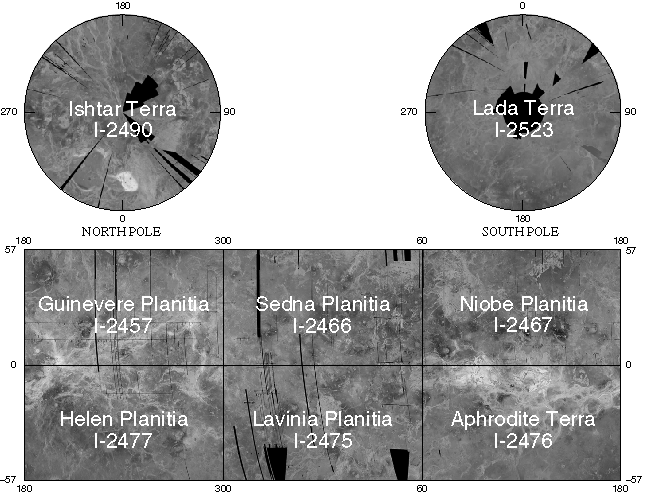
Quadrangles de Venus per a mapes a escala 1/10.000.000

| Quadrangle         | Mapa PDF | Latitud        | Longitud         |
| ------------------ | -------- | -------------- | ---------------- |
| Ishtar Terra       | I-2490   | De 57º a 90° N | De 0° a 360° E   |
| Guinevere Planitia | I-2457   | De 0° a 57° N  | De 180° a 300° E |
| Sedna Planitia     | I-2466   | De 0° a 57° N  | De 300º a 60° E  |
| Niobe Planitia     | I-2467   | De 0° a 57° N  | De 60º a 180° E  |
| Helen Planitia     | I-2477   | De 0° a 57° S  | De 180° a 300° E |
| Lavinia Planitia   | I-2475   | De 0° a 57° S  | De 300º a 60° E  |
| Aphrodite Terra    | I-2476   | De 0° a 57° S  | De 60º a 180° E  |
| Lada Terra         | I-2523   | De 57º a 90° S | De 0° a 360° E   |

## Mapes de radar de Venus a escala 1 / 5.000.000
L'USGS a dividit la superfície de Venus en 62 quadrangles per als mapes a escala 1 / 5.000.000.

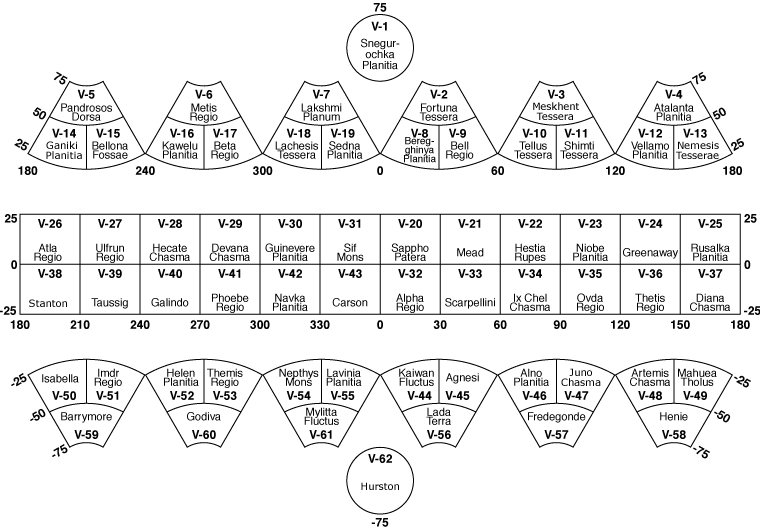
Quadrangles de Venus per a mapes a escala 1/5.000.000

| Quadrangle           | Mapa PDF | Latitud        | Longitud         |
| -------------------- | -------- | -------------- | ---------------- |
| Snegurochka Planitia | V-1      | De 75º a 90° N | De 0° a 360° E   |
| Fortuna Tessera      | V-2      | De 50º a 75° N | De 0° a 60° E    |
| Meskhent Tessera     | V-3      | De 50º a 75° N | De 60º a 120° E  |
| Atalanta Planitia    | V-4      | De 50º a 75° N | De 120º a 180° E |
| Pandrosos Dorsa      | V-5      | De 50º a 75° N | De 180° a 240° E |
| Metis Mons           | V-6      | De 50º a 75° N | De 240º a 300° E |
| Lakshmi Planum       | V-7      | De 50º a 75° N | De 300º a 360° E |
| Bereghinya Planitia  | V-8      | De 25º a 50° N | De 0° a 30° E    |
| Bell Regio           | V-9      | De 25º a 50° N | De 30º a 60° E   |
| Tellus Tessera       | V-10     | De 25º a 50° N | De 60º a 90° E   |
| Shimti Tessera       | V-11     | De 25º a 50° N | De 90° a 120° E  |
| Vellamo Planitia     | V-12     | De 25º a 50° N | De 120º a 150° E |
| Nemesis Tesserae     | V-13     | De 25º a 50° N | De 150º a 180° E |
| Ganiki Planitia      | V-14     | De 25º a 50° N | De 180° a 210° E |
| Bellona Fossae       | V-15     | De 25º a 50° N | De 210º a 240° E |
| Kawelu Planitia      | V-16     | De 25º a 50° N | De 240º a 270° E |
| Beta Regio           | V-17     | De 25º a 50° N | De 270° a 300° E |
| Lachesis Tessera     | V-18     | De 25º a 50° N | De 300º a 330° E |
| Sedna Planitia       | V-19     | De 25º a 50° N | De 330º a 360° E |
| Sappho Patera        | V-20     | De 0° a 25° N  | De 0° a 30° E    |
| Mead                 | V-21     | De 0° a 25° N  | De 30º a 60° E   |
| Hestia Rupes         | V-22     | De 0° a 25° N  | De 60º a 90° E   |
| Niobe Planitia       | V-23     | De 0° a 25° N  | De 90° a 120° E  |
| Greenaway            | V-24     | De 0° a 25° N  | De 120º a 150° E |
| Rusalka Planitia     | V-25     | De 0° a 25° N  | De 150º a 180° E |
| Atla Regio           | V-26     | De 0° a 25° N  | De 180° a 210° E |
| Ulfrun Regio         | V-27     | De 0° a 25° N  | De 210º a 240° E |
| Hecate Chasma        | V-28     | De 0° a 25° N  | De 240º a 270° E |
| Devana Chasma        | V-29     | De 0° a 25° N  | De 270° a 300° E |
| Guinevere Planitia   | V-30     | De 0° a 25° N  | De 300º a 330° E |
| Sif Mons             | V-31     | De 0° a 25° N  | De 330º a 360° E |
| Alpha Regio          | V-32     | De 0° a 25° S  | De 0° a 30° E    |
| Scarpellini          | V-33     | De 0° a 25° S  | De 30º a 60° E   |
| Ix Chel Chasma       | V-34     | De 0° a 25° S  | De 60º a 90° E   |
| Ovda Regio           | V-35     | De 0° a 25° S  | De 90° a 120° E  |
| Thetis Regio         | V-36     | De 0° a 25° S  | De 120º a 150° E |
| Diana Chasma         | V-37     | De 0° a 25° S  | De 150º a 180° E |
| Stanton              | V-38     | De 0° a 25° S  | De 180° a 210° E |
| Taussig              | V-39     | De 0° a 25° S  | De 210º a 240° E |
| Galindo              | V-40     | De 0° a 25° S  | De 240º a 270° E |
| Phoebe Regio         | V-41     | De 0° a 25° S  | De 270° a 300° E |
| Navka Planitia       | V-42     | De 0° a 25° S  | De 300º a 330° E |
| Carson               | V-43     | De 0° a 25° S  | De 330º a 360° E |
| Kaiwan Fluctus       | V-44     | De 25º a 50° S | De 0° a 30° E    |
| Agnesi               | V-45     | De 25º a 50° S | De 30º a 60° E   |
| Aino Planitia        | V-46     | De 25º a 50° S | De 60º a 90° E   |
| Juno Chasma          | V-47     | De 25º a 50° S | De 90° a 120° E  |
| Artemis Chasma       | V-48     | De 25º a 50° S | De 120º a 150° E |
| Mahuea Tholus        | V-49     | De 25º a 50° S | De 150º a 180° E |
| Isabella             | V-50     | De 25º a 50° S | De 180° a 210° E |
| Imdr Regio           | V-51     | De 25º a 50° S | De 210º a 240° E |
| Helen Planitia       | V-52     | De 25º a 50° S | De 240º a 270° E |
| Themis Regio         | V-53     | De 25º a 50° S | De 270° a 300° E |
| Nepthys Mons         | V-54     | De 25º a 50° S | De 300º a 330° E |
| Lavinia Planitia     | V-55     | De 25º a 50° S | De 330º a 360° E |
| Lada Terra           | V-56     | De 50º a 75° S | De 0° a 60° E    |
| Fredegonde           | V-57     | De 50º a 75° S | De 60º a 120° E  |
| Henie                | V-58     | De 50º a 75° S | De 120º a 180° E |
| Barrymore            | V-59     | De 50º a 75° S | De 180° a 240° E |
| Godiva               | V-60     | De 50º a 75° S | De 240º a 300° E |
| Mylitta Fluctus      | V-61     | De 50º a 75° S | De 300º a 360° E |
| Hurston              | V-62     | De 75º a 90° S | De 0° a 360° E   |